# Phothisarath
Phothisarat (cũng viết là Photisarath, Phothisarath, hoặc Potisarat, 1501 - 1547), sử Việt gọi là Sạ Đẩu (乍斗) hay Xạ Đẩu. Danh xưng hoàng gia là Samdach Brhat-Anya Budhisara Maha Dharmikadasa Lankanakuna Maharaja Adipati Chakrapati Bhumina Narindra Raja Sri Sadhana Kanayudha là một vị vua Lan Xang trị vì từ năm 1520 đến khi mất 1548 
Phothisarat là con của vua Visoun. Để giữ ổn định đất nước trong khi không thể xây dựng một hệ thống chính trị trung ương tập quyền, Phothisarat đã cổ súy Phật giáo phát triển ở nước này. Ông đã ra sắc lệnh cấm xây và giữ các miếu thờ thần linh. Ông thậm chí còn cho phá nhiều miếu thờ như thế và xây thay vào đó các ngôi chùa.
Thời kỳ Phothisarat trị vì cũng là thời kỳ chiến tranh đang xảy ra khắp vùng Đông Nam Á lục địa (bán đảo Đông Dương) và có sự xuất hiện của triều Taungoo hùng mạnh ở Myanmar. Tại Đại Việt (Việt Nam), Mạc Đăng Dung cướp ngôi nhà Lê sơ lập ra nhà Mạc. Nguyễn Kim cựu thần nhà Lê sơ tìm được con cháu nhà Lê là Lê Ninh lánh nạn ở Thanh Hóa đưa sang đất Ai Lao (Lan Xang) để lập làm vua. Năm 1533, Lê Ninh đăng quang là Lê Trang Tông, đã liên kết với vua Sạ Đẩu (Phothisarat) của Lan Xang để mưu cầu phục quốc. Phần lớn thời gian trị vì, Phothisarat sống ở Viêng Chăn thay vì ở kinh đô Luangprabang, với mục đích là để có thể dễ dàng liên lạc với các nhà nước lớn khác xung quanh, và để có thể huy động nhân lực đông đảo ở miền đồng bằng này cho việc xây dựng các ngôi chùa. Con trai ông, Xaysethathirath, được phái ở kinh đô để giữ nơi này.
Phothisarat có một người vợ là công chúa xứ Lan Na; và Xaysethathirath là con của hai người. Khi cha vợ mình, vua xứ Lan Na qua đời mà không có con trai nối ngôi, Phothisarat đã đưa Xaysethathirath lên làm vua Lan Na. Trước đó, ông đã đẩy lùi đạo quân Ayutthaya định nhân cơ hội xâm chiếm Lan Na.
Phothisarat mất năm 1547 trong một lần đi săn voi khi con voi ông cưỡi bị ngã và xéo lên ông.
Xaysethathirath nối ngôi Phothisarat làm vua Lan Xang.